# Austria na Zimowych Igrzyskach Olimpijskich 1992
Austrię na Zimowych Igrzyskach Olimpijskich 1992 reprezentowało 58 zawodników.

## Zdobyte medale
| Medal  | Zawodnik                                                    | Dyscyplina            | Konkurencja                        |
| ------ | ----------------------------------------------------------- | --------------------- | ---------------------------------- |
| Złoto  | Patrick Ortlieb                                             | Narciarstwo alpejskie | zjazd mężczyzn                     |
| Złoto  | Petra Kronberger                                            | Narciarstwo alpejskie | slalom kobiet                      |
| Złoto  | Petra Kronberger                                            | Narciarstwo alpejskie | kombinacja kobiet                  |
| Złoto  | Ingo Appelt Harald Winkler Gerhard Haidacher Thomas Schroll | Bobsleje              | czwórka mężczyzn                   |
| Złoto  | Doris Neuner                                                | Saneczkarstwo         | indywidualnie kobiet               |
| Złoto  | Ernst Vettori                                               | Skoki narciarskie     | indywidualnie na małej skoczni     |
| Srebro | Anita Wachter                                               | Narciarstwo alpejskie | gigant kobiet                      |
| Srebro | Anita Wachter                                               | Narciarstwo alpejskie | kombinacja kobiet                  |
| Srebro | Angelika Neuner                                             | Saneczkarstwo         | indywidualnie kobiet               |
| Srebro | Markus Prock                                                | Saneczkarstwo         | indywidualnie mężczyzn             |
| Srebro | Martin Höllwarth                                            | Skoki narciarskie     | indywidualnie na małej skoczni     |
| Srebro | Martin Höllwarth                                            | Skoki narciarskie     | indywidualnie na normalnej skoczni |
| Srebro | Heinz Kuttin Ernst Vettori Martin Höllwarth Andreas Felder  | Skoki narciarskie     | drużynowo na normalnej skoczni     |
| Brąz   | Veronika Wallinger                                          | Narciarstwo alpejskie | zjazd kobiet                       |
| Brąz   | Günther Mader                                               | Narciarstwo alpejskie | zjazd mężczyzn                     |
| Brąz   | Michael Tritscher                                           | Narciarstwo alpejskie | slalom mężczyzn                    |
| Brąz   | Markus Schmidt                                              | Saneczkarstwo         | indywidualnie mężczyzn             |
| Brąz   | Klaus Sulzenbacher                                          | Kombinacja norweska   | indywidualnie                      |
| Brąz   | Klaus Ofner Stefan Kreiner Klaus Sulzenbacher               | Kombinacja norweska   | drużynowo                          |
| Brąz   | Heinz Kuttin                                                | Skoki narciarskie     | indywidualnie na normalnej skoczni |
| Brąz   | Emese Hunyady                                               | Łyżwiarstwo szybkie   | 3000 m kobiet                      |

## Skład kadry

### Biathlon
Mężczyźni
| Zawodnik                                                   | Konkurencja         | czas biegu | Kary | Łączny czas | Pozycja |
| ---------------------------------------------------------- | ------------------- | ---------- | ---- | ----------- | ------- |
| Alfred Eder                                                | Bieg na 20 km       | 1:00:03,0  | 1:00 | 1:01:03,0   | 30.     |
| Bruno Hofstätter                                           | Bieg na 20 km       | 59:36,1    | 3:00 | 1:02:36,1   | 41.     |
| Egon Leitner                                               | Bieg na 20 km       | 58:52,0    | 4:00 | 1:02:52,0   | 45.     |
| Franz Schuler                                              | Bieg na 20 km       | 57:15,9    | 6:00 | 1:03:15,9   | 49.     |
| Ludwig Gredler                                             | Bieg na 10 km       | 27:14,8    | 2    | 27:14,8     | 11.     |
| Egon Leitner                                               | Bieg na 10 km       | 27:31,8    | 2    | 27:31,8     | 19.     |
| Franz Schuler                                              | Bieg na 10 km       | 27:34,3    | 1    | 27:34,3     | 21.     |
| Alfred Eder                                                | Bieg na 10 km       | 28:44,8    | 2    | 28:44,8     | 53.     |
| Bruno Hofstätter Egon Leitner Ludwig Gredler Franz Schuler | Sztafeta 4 × 7,5 km | 1:30:40,7  | 2    | 1:30:40,7   | 12.     |

### Biegi narciarskie
Mężczyźni
| Zawodnik                                                         | Konkurencja        | czas               | Pozycja            |
| ---------------------------------------------------------------- | ------------------ | ------------------ | ------------------ |
| Alois Stadlober                                                  | Bieg na 10 km      | 28:27,5            | 8.                 |
| Alexander Marent                                                 | Bieg na 10 km      | 29:49,9            | 19.                |
| Markus Gandler                                                   | Bieg na 10 km      | 30:35,9            | 34.                |
| Andreas Ringhofer                                                | Bieg na 10 km      | 30:42,5            | 35.                |
| Alois Stadlober                                                  | Bieg na 30 km      | 1:26:22,7          | 19.                |
| Alexander Marent                                                 | Bieg na 30 km      | 1:27:34,4          | 22.                |
| Alois Schwarz                                                    | Bieg na 30 km      | 1:29:01,6          | 29.                |
| Martin Standmann                                                 | Bieg na 30 km      | 1:30:27,7          | 39.                |
| Markus Gandler                                                   | Bieg na 50 km      | 2:17:21,8          | 41.                |
| Andreas Ringhofer                                                | Bieg na 50 km      | 2:18:00,4          | 42.                |
| Martin Standmann                                                 | Bieg na 50 km      | 2:24:19,6          | 52.                |
| Alexander Marent                                                 | Bieg na 50 km      | Nie ukończył biegu | Nie ukończył biegu |
| Alois Stadlober                                                  | Bieg łączony       | 1:07:57,6          | 10.                |
| Andreas Ringhofer                                                | Bieg łączony       | 1:09:49,4          | 24.                |
| Alexander Marent                                                 | Bieg łączony       | 1:10:08,8          | 27.                |
| Markus Gandler                                                   | Bieg łączony       | 1:10:10,3          | 28.                |
| Alois Schwarz Alois Stadlober Alexander Marent Andreas Ringhofer | Sztafeta 4 × 10 km | 1:45:56,6          | 9.                 |

### Bobsleje
Mężczyźni
| Osada  | Zawodnik                                                          | Konkurencja | Ślizg 1 | Ślizg 2 | Ślizg 3 | Ślizg 4 | Łącznie | Pozycja |
| ------ | ----------------------------------------------------------------- | ----------- | ------- | ------- | ------- | ------- | ------- | ------- |
| AUT-II | Ingo Appelt Thomas Schroll                                        | Dwójki      | 1:00,46 | 1:00,87 | 1:01,09 | 1:01,25 | 4:03,67 | 4.      |
| AUT-I  | Gerhard Rainer Thomas Bachler                                     | Dwójki      | 1:00,33 | 1:01,20 | 1:01,18 | 1:01,29 | 4:04,00 | 8.      |
| AUT-I  | Ingo Appelt Harald Winkler Gerhard Haidacher Thomas Schroll       | Czwórki     | 57,74   | 58,85   | 58,52   | 58,79   | 3:53,90 | złoto   |
| AUT-II | Gerhard Rainer Thomas Bachler Carsten Nentwig Martin Schützenauer | Czwórki     | 58,27   | 58,85   | 59,08   | 58,81   | 3:55,01 | 10.     |

### Kombinacja norweska
Mężczyźni
| Zawodnik           | Konkurencja   | Skoki narciarskie | Skoki narciarskie | Skoki narciarskie | Skoki narciarskie | Skoki narciarskie | Skoki narciarskie | Skoki narciarskie | Skoki narciarskie | Bieg narciarski | Bieg narciarski | Strata   | Pozycja |
| Zawodnik           | Konkurencja   | Skok 1            | Nota              | Skok 2            | Nota              | Skok 3            | Nota              | Punkty            | Pozycja           | Czas biegu      | Pozycja         | Strata   | Pozycja |
| ------------------ | ------------- | ----------------- | ----------------- | ----------------- | ----------------- | ----------------- | ----------------- | ----------------- | ----------------- | --------------- | --------------- | -------- | ------- |
| Klaus Sulzenbacher | Indywidualnie | 85,5              | 110,8             | 87,0              | 110,8             | 86,0              | 108,9             | 221,6             | 4.                | 44:48,4         | 13.             | + 1:06,3 | brąz    |
| Klaus Ofner        | Indywidualnie | 86,0              | 111,6             | 89,0              | 113,0             | 89,5              | 115,5             | 228,5             | 1.                | 45:57,9         | 21.             | + 1:29,8 | 5.      |
| Stefan Kreiner     | Indywidualnie | 81,5              | 98,4              | 86,0              | 106,2             | 88,0              | 108,6             | 214,8             | 7.                | 47:10,4         | 27.             | + 4:13,7 | 18.     |
| Günther Csar       | Indywidualnie | 77,5              | 92,5              | 82,0              | 100,3             | 79,5              | 93,0              | 193,3             | 30.               | 47:34,0         | 29.             | + 7:00,6 | 32.     |

Drużynowo
| Zawodnik                                      | Skoki narciarskie | Skoki narciarskie | Skoki narciarskie | Skoki narciarskie | Skoki narciarskie | Skoki narciarskie | Skoki narciarskie | Skoki narciarskie | Bieg narciarski | Bieg narciarski | Strata   | Miejsce |
| Zawodnik                                      | Skok 1            | Skok 1            | Skok 2            | Skok 2            | Skok 3            | Skok 3            | Nota Łącznie      | Pozycja           | Bieg narciarski | Bieg narciarski | Strata   | Miejsce |
| Zawodnik                                      | Odległość         | Nota              | Odległość         | Nota              | Odległość         | Nota              | Nota Łącznie      | Pozycja           | Czas biegu      | Pozycja         | Strata   | Miejsce |
| --------------------------------------------- | ----------------- | ----------------- | ----------------- | ----------------- | ----------------- | ----------------- | ----------------- | ----------------- | --------------- | --------------- | -------- | ------- |
| Klaus Ofner Stefan Kreiner Klaus Sulzenbacher | 84,5 84,0 82,5    | 99,6 91,8 96,4    | 84,5 80,5 82,5    | 106,8 95,9 102,1  | 85,0 83,0 83,5    | 105,8 99,6 105,4  | 212,6 195,5 207,5 | 2.                | 1:22:49,6       | 3.              | + 1:40,1 | brąz    |

### Łyżwiarstwo figurowe
| Zawodnik       | Konkurencja | Nota | Pozycja |
| -------------- | ----------- | ---- | ------- |
| Ralph Burghart | Soliści     | 28,0 | 18.     |

### Łyżwiarstwo szybkie
Mężczyźni
| Zawodnik           | Konkurencja   | Konkurencja   | Konkurencja    | Konkurencja    | Konkurencja    | Konkurencja    | Konkurencja    | Konkurencja    | Konkurencja      | Konkurencja      |
| Zawodnik           | Bieg na 500 m | Bieg na 500 m | Bieg na 1000 m | Bieg na 1000 m | Bieg na 1500 m | Bieg na 1500 m | Bieg na 5000 m | Bieg na 5000 m | Bieg na 10 000 m | Bieg na 10 000 m |
| Zawodnik           | Czas          | Miejsce       | Czas           | Miejsce        | Czas           | Miejsce        | Czas           | Miejsce        | Czas             | Miejsce          |
| ------------------ | ------------- | ------------- | -------------- | -------------- | -------------- | -------------- | -------------- | -------------- | ---------------- | ---------------- |
| Roland Brunner     | 42,18         | 40.           | 1:16,76        | 22.            | 1:59,60        | 24.            |                |                |                  |                  |
| Michael Hadschieff |               |               | 1:17,17        | 24.            | 1:57,43        | 14.            | 7:12,97        | 10.            | 14:28,80         | 6.               |

Kobiety
| Zawodnik      | Konkurencja   | Konkurencja   | Konkurencja    | Konkurencja    | Konkurencja    | Konkurencja    | Konkurencja    | Konkurencja    | Konkurencja    | Konkurencja    |
| Zawodnik      | Bieg na 500 m | Bieg na 500 m | Bieg na 1000 m | Bieg na 1000 m | Bieg na 1500 m | Bieg na 1500 m | Bieg na 3000 m | Bieg na 3000 m | Bieg na 5000 m | Bieg na 5000 m |
| Zawodnik      | Czas          | Miejsce       | Czas           | Miejsce        | Czas           | Miejsce        | Czas           | Miejsce        | Czas           | Miejsce        |
| ------------- | ------------- | ------------- | -------------- | -------------- | -------------- | -------------- | -------------- | -------------- | -------------- | -------------- |
| Emese Hunyady |               |               | 1:23,40        | 10.            | 2:08,29        | 7.             | 4:24,64        | brąz           | 7:56,48        | 15.            |

### Narciarstwo alpejskie
Mężczyźni
| Zawodnik             | Konkurencja              | Konkurencja              | Konkurencja | Konkurencja | Konkurencja       | Konkurencja       | Konkurencja   | Konkurencja   | Konkurencja       | Konkurencja       | Konkurencja      | Konkurencja      | Konkurencja                   | Konkurencja                                 | Konkurencja                                 | Konkurencja                                 |
| Zawodnik             | Zjazd                    | Zjazd                    | Supergigant | Supergigant | Slalom gigant     | Slalom gigant     | Slalom gigant | Slalom gigant | Slalom specjalny  | Slalom specjalny  | Slalom specjalny | Slalom specjalny | Kombinacja                    | Kombinacja                                  | Kombinacja                                  | Kombinacja                                  |
| Zawodnik             | Czas                     | Pozycja                  | Czas        | Pozycja     | Czas 1. przejazdu | Czas 2. przejazdu | Czas łączny   | Pozycje       | Czas 1. przejazdu | Czas 2. przejazdu | Czas łączny      | Pozycja          | Zjazd                         | Slalom                                      | Punkty                                      | Pozycja                                     |
| -------------------- | ------------------------ | ------------------------ | ----------- | ----------- | ----------------- | ----------------- | ------------- | ------------- | ----------------- | ----------------- | ---------------- | ---------------- | ----------------------------- | ------------------------------------------- | ------------------------------------------- | ------------------------------------------- |
| Patrick Ortlieb      | 1:50,37                  | złoto                    | 1:15,66     | 18.         |                   |                   |               |               |                   |                   |                  |                  |                               |                                             |                                             |                                             |
| Günther Mader        | 1:50,47                  | brąz                     | 1:14,08     | 7.          | 1:05,42           | 1:03,38           | 2:08,80       | 6.            |                   |                   |                  |                  | Nie ukończył biegu zjazdowego | Nie ukończył biegu zjazdowego               | Nie ukończył biegu zjazdowego               | Nie ukończył biegu zjazdowego               |
| Helmut Höflehner     | 1:53,10                  | 17.                      |             |             |                   |                   |               |               |                   |                   |                  |                  |                               |                                             |                                             |                                             |
| Leonhard Stock       | Nie ukończył konkurencji | Nie ukończył konkurencji |             |             |                   |                   |               |               |                   |                   |                  |                  |                               |                                             |                                             |                                             |
| Rainer Salzgeber     |                          |                          | 1:15,31     | 15.         | 1:05,72           | 1:03,11           | 2:08,83       | 7.            |                   |                   |                  |                  | 1:47,59                       | Nie ukończył 1-go przejazdu slalomu         | Nie ukończył 1-go przejazdu slalomu         | Nie ukończył 1-go przejazdu slalomu         |
| Hubert Strolz        |                          |                          | 1:16,36     | 24.         | 1:06,75           | 1:02,70           | 2:09,45       | 9.            | 54,06             | 53,73             | 1:47,79          | 13.              | 1:46,54                       | Dyskwalifikacja w 2-gim przejeździe slalomu | Dyskwalifikacja w 2-gim przejeździe slalomu | Dyskwalifikacja w 2-gim przejeździe slalomu |
| Christian Mayer      |                          |                          |             |             | 1:06,23           | 1:03,83           | 2:10,06       | 12.           |                   |                   |                  |                  |                               |                                             |                                             |                                             |
| Michael Tritscher    |                          |                          |             |             |                   |                   |               |               | 52,50             | 52,35             | 1:44,85          | brąz             |                               |                                             |                                             |                                             |
| Thomas Stangassinger |                          |                          |             |             |                   |                   |               |               | 53,51             | 53,14             | 1:46,65          | 9.               |                               |                                             |                                             |                                             |
| Bernhard Gstrein     |                          |                          |             |             |                   |                   |               |               | 54,12             | 54,14             | 1:48,26          | 15.              |                               |                                             |                                             |                                             |
| Stephan Eberharter   |                          |                          |             |             |                   |                   |               |               |                   |                   |                  |                  | 1:46,85                       | Nie ukończył 1-go przejazdu slalomu         | Nie ukończył 1-go przejazdu slalomu         | Nie ukończył 1-go przejazdu slalomu         |

Kobiety
| Zawodniczka        | Konkurencja | Konkurencja | Konkurencja | Konkurencja | Konkurencja                  | Konkurencja                  | Konkurencja                  | Konkurencja                  | Konkurencja       | Konkurencja                  | Konkurencja                  | Konkurencja                  | Konkurencja | Konkurencja                          | Konkurencja                          | Konkurencja                          |
| Zawodniczka        | Zjazd       | Zjazd       | Supergigant | Supergigant | Slalom gigant                | Slalom gigant                | Slalom gigant                | Slalom gigant                | Slalom specjalny  | Slalom specjalny             | Slalom specjalny             | Slalom specjalny             | Kombinacja  | Kombinacja                           | Kombinacja                           | Kombinacja                           |
| Zawodniczka        | Czas        | Pozycja     | Czas        | Pozycja     | Czas 1. przejazdu            | Czas 2. przejazdu            | Czas łączny                  | Pozycja                      | Czas 1. przejazdu | Czas 2. przejazdu            | Czas łączny                  | Pozycja                      | Zjazd       | Slalom                               | Punkty                               | Pozycja                              |
| ------------------ | ----------- | ----------- | ----------- | ----------- | ---------------------------- | ---------------------------- | ---------------------------- | ---------------------------- | ----------------- | ---------------------------- | ---------------------------- | ---------------------------- | ----------- | ------------------------------------ | ------------------------------------ | ------------------------------------ |
| Veronika Wallinger | 1:52,64     | brąz        |             |             |                              |                              |                              |                              |                   |                              |                              |                              |             |                                      |                                      |                                      |
| Petra Kronberger   | 1:52,73     | 5.          | 1:23,20     | 4.          | Nie ukończyła 1-go przejazdu | Nie ukończyła 1-go przejazdu | Nie ukończyła 1-go przejazdu | Nie ukończyła 1-go przejazdu | 48,28             | 44,40                        | 1:32,68                      | złoto                        | 1:25,84     | 1:09,60                              | 2,55                                 | złoto                                |
| Barbara Sadleder   | 1:53,81     | 7.          | 1:24,91     | 15.         |                              |                              |                              |                              |                   |                              |                              |                              |             |                                      |                                      |                                      |
| Ulrike Maier       |             |             | 1:23,35     | 5.          | 1:06,16                      | 1:07,61                      | 2:13,77                      | 4.                           |                   |                              |                              |                              | 1:28,51     | Nie ukończyła 2-go przejazdu slalomu | Nie ukończyła 2-go przejazdu slalomu | Nie ukończyła 2-go przejazdu slalomu |
| Anita Wachter      |             |             | 1:24,20     | 9.          | 1:06,43                      | 1:07,28                      | 2:13,71                      | srebro                       |                   |                              |                              |                              | 1:27,25     | 1:09,51                              | 19,39                                | srebro                               |
| Sylvia Eder        |             |             |             |             | 1:07,20                      | 1:07,85                      | 2:15,05                      | 9.                           |                   |                              |                              |                              |             |                                      |                                      |                                      |
| Karin Buder        |             |             |             |             |                              |                              |                              |                              | 49,10             | 44,58                        | 1:33,68                      | 5.                           |             |                                      |                                      |                                      |
| Monika Maierhofer  |             |             |             |             |                              |                              |                              |                              | 49,46             | Nie ukończyła 2-go przejazdu | Nie ukończyła 2-go przejazdu | Nie ukończyła 2-go przejazdu |             |                                      |                                      |                                      |
| Claudia Strobl     |             |             |             |             |                              |                              |                              |                              | 49,08             | Nie ukończyła 2-go przejazdu | Nie ukończyła 2-go przejazdu | Nie ukończyła 2-go przejazdu |             |                                      |                                      |                                      |

### Saneczkarstwo
Mężczyźni
| Zawodnik                          | Konkurencja | Ślizg 1 | Ślizg 2 | Ślizg 3 | Ślizg 4 | Łącznie  | Pozycja |
| --------------------------------- | ----------- | ------- | ------- | ------- | ------- | -------- | ------- |
| Markus Prock                      | Jedynki     | 45,356  | 45,330  | 46,075  | 45,908  | 3:02,669 | srebro  |
| Markus Schmidt                    | Jedynki     | 45,243  | 45,416  | 46,254  | 46,029  | 3:02,942 | brąz    |
| Robert Manzenreiter               | Jedynki     | 45,573  | 45,550  | 46,222  | 45,922  | 3:03,267 | 6.      |
| Gerhard Gleirscher Markus Schmidt | Dwójki      | 46,514  | 46,743  |         |         | 1:33,257 | 7.      |

Kobiety
| Zawodnik         | Konkurencja | Ślizg 1 | Ślizg 2 | Ślizg 3 | Ślizg 4 | Łącznie  | Pozycja |
| ---------------- | ----------- | ------- | ------- | ------- | ------- | -------- | ------- |
| Doris Neuner     | Jedynki     | 46,590  | 46,764  | 46,637  | 46,705  | 3:06,696 | złoto   |
| Angelika Neuner  | Jedynki     | 46,805  | 46,724  | 46,577  | 46,663  | 3:06,769 | srebro  |
| Andrea Tagwerker | Jedynki     | 46,853  | 46,928  | 47,250  | 46,987  | 3:08,018 | 7.      |

### Skoki narciarskie
Mężczyźni
| Konkurencja            | Skoczek                                                    | Skok 1                  | Skok 1                  | Skok 2                  | Skok 2                | Nota  | Pozycja |
| Konkurencja            | Skoczek                                                    | odległość               | Nota                    | odległość               | Nota                  | Nota  | Pozycja |
| ---------------------- | ---------------------------------------------------------- | ----------------------- | ----------------------- | ----------------------- | --------------------- | ----- | ------- |
| Skocznia normalna K-90 | Ernst Vettori                                              | 88,0                    | 111,8                   | 87,5                    | 111,0                 | 222,8 | złoto   |
| Skocznia normalna K-90 | Martin Höllwarth                                           | 90,5                    | 116,8                   | 83,0                    | 101,3                 | 218,1 | srebro  |
| Skocznia normalna K-90 | Heinz Kuttin                                               | 85,5                    | 106,3                   | 86,0                    | 108,1                 | 214,4 | 4.      |
| Skocznia normalna K-90 | Andreas Felder                                             | 87,0                    | 110,2                   | 83,0                    | 103,3                 | 213,5 | 6.      |
| Skocznia duża K-112    | Martin Höllwarth                                           | 120,5                   | 116,7                   | 116,5                   | 110,6                 | 227,3 | srebro  |
| Skocznia duża K-112    | Heinz Kuttin                                               | 117,5                   | 112,5                   | 112,0                   | 102,3                 | 214,8 | brąz    |
| Skocznia duża K-112    | Andreas Felder                                             | 105,0                   | 89,5                    | 103,5                   | 87,4                  | 176,9 | 9.      |
| Skocznia duża K-112    | Ernst Vettori                                              | 101,5                   | 81,6                    | 104,5                   | 89,3                  | 170,9 | 15.     |
| Konkurs drużynowy      | Martin Höllwarth Heinz Kuttin Andreas Felder Ernst Vettori | 123,5 114,5 115,0 113,5 | 117,9 105,8 107,5 102,4 | 117,5 112,5 109,5 110,5 | 112,0 101,5 97,8 98,2 | 642,9 | srebro  |